# 古賀学 (競泳選手)
古賀 学（こが まなぶ、1935年4月5日 - 2001年12月10日）は、日本の元競泳選手。福岡県大川市出身。1956年メルボルンオリンピック日本代表。100m自由形の元日本記録保持者。

## 経歴
大川市立川口中学校、福岡県立伝習館高等学校、早稲田大学商学部卒業。
1954年7月7日、ホノルルで開催されたハワイ国際招待水上競技大会で20年ぶりに高橋成夫の持つ50m自由形の日本記録を更新した。
1956年日本選手権兼メルボルンオリンピック選考会の100m・200m自由形で2冠を達成し、メルボルンオリンピック日本代表に選出された。メルボルンオリンピックでは100m自由形で準決勝敗退、800mフリーリレーで4位になった。
1958年アジア競技大会では100m自由形と400mメドレーリレーで2冠を達成した。
1960年日本選手権兼ローマオリンピック選考会では100m自由形に出場したが、準決勝敗退だった。

## 主な実績
種目は全て自由形
- 1952年インハイ　100m優勝　200m優勝
- 1953年日本選手権　100m2位
- 1953年インハイ　100m優勝　200m2位　200mフリーリレー優勝
- 1954年ハワイ招待　50m2位　100m2位　300mメドレーリレー優勝
- 1954年日本選手権　100m優勝　200m2位
- 1954年大阪国際　100m優勝
- 1954年インカレ　100m2位　200m優勝　200mフリーリレー優勝
- 1955年日本選手権　100m優勝　200m優勝
- 1955年日米対抗　100m2位　200m5位　400mメドレーリレー優勝　400mフリーリレー優勝・世界新　800mフリーリレー優勝
- 1955年日米対抗大阪大会　100m優勝　200m優勝　400mメドレーリレー優勝・世界新　800mフリーリレー優勝
- 1955年インカレ　100m3位　200m3位　200mフリーリレー優勝・日本新　800mフリーリレー優勝
- 1956年日本選手権兼メルボルンオリンピック選考会　100m優勝　200m優勝
- 1956年インカレ　100m優勝　200m優勝　200mフリーリレー優勝
- 1957年日本選手権　100m優勝　200m優勝
- 1957年インカレ　100m優勝　200m優勝
- 1958年アジア予選会　100m2位
- 1958年アジア大会　100m優勝　400mメドレーリレー優勝・世界新
- 1958年ロス招待　100m6位　200m5位　400mメドレーリレー優勝・世界新
- 1958年ナカマ記念大会　50m2位　100m3位　400mメドレーリレー優勝・世界新
- 1958年日本選手権　100m4位
- 1959年日本選手権　100m優勝
- 1959年日米対抗　100m3位
- 1960年日本選手権兼ローマオリンピック選考会　100m準決勝敗退

出典